# 松島温泉 (宮城県)
松島温泉（まつしまおんせん）は、宮城県宮城郡松島町の日本三景・松島にある、松島温泉組合に加盟している施設の温泉。同組合は、泉質の特徴から「太古天泉 松島温泉」とのキャッチコピーを用いている。

## 泉質
- アルカリ性単純温泉[3]（泉温52.5℃、pH=8.6。仙台急行「松島温泉1号泉」）
- ナトリウム-塩化物泉[3]（泉温53.3℃、pH=8.1。一の坊「太古天泉の湯」）
- ナトリウム-塩化物・硫酸塩泉（泉温54.8℃、弱アルカリ性。マルエイグループ「松島壮観の湯」）

一般的に海岸地区の温泉の泉質は、海水と成分が近い塩化物泉が多い。しかし松島温泉は、最初に仙台急行によって開発された源泉「松島温泉1号泉」が無色透明の単純温泉であったため、浸透した天水が地下1500mにある古生代地層の地熱により温められた温泉と考えられた。このため、松島観光協会は「太古天泉 松島温泉」として売り出した。
他方、2番目に一の坊により開発された源泉「太古天泉の湯」は、茶褐色の塩化物泉であり、3番目にマルエイグループにより開発された源泉「松島壮観の湯」は透明な塩化物泉であった。

## 沿革
日本三景・松島の中心的観光地区である、松島町の観光入り込み客数は、バブル景気に加えてNHK大河ドラマ「独眼竜政宗」による政宗ブームが発生した1987年（昭和62年）に約570万人となったが、近年は370万人前後で横這いである。一方、松島町の宿泊客数は1989年（平成元年）の約122万人をピークに減少傾向となり、1997年（平成9年）には約102万人、2007年（平成19年）には約67万人にまで減少した。観光客数の減少率と比べて宿泊客数のそれが大きいのは、1989年に仙台市が政令指定都市になる際、編入合併された旧秋保町や旧宮城町にある秋保温泉と作並温泉が仙台市内となって集客力が上がり、また、近年仙台市都心部にビジネスホテル等が大量進出したことなどで仙台に宿泊して松島を観光する客が増加し、松島が宿泊型から通過型の観光地へと変化したことによる。
過去に松島では温泉掘削に失敗しており、また当時、山側に泉温約14℃の冷泉が1ヶ所存在するのみであったが、上述のような状況の中、仙台・宮城デスティネーションキャンペーン（2008年10月1日〜12月31日）に合わせて、宿泊客の増加を企図した温泉掘削が行われた。
まず仙台急行が、2007年（平成19年）に松島町の海岸沿いでボーリングを開始し、同年12月に地下1500mで温泉を掘り当てた（源泉名は「松島温泉1号泉」）。源泉は宮城県公害衛生検査センターの調査で温泉法の定義を満たすことが証明され、松島としては初めての天然温泉となった。仙台急行の温泉掘削成功に触発され、2008年（平成20年）に一の坊も松島町でボーリングを開始し、温泉を探し当てた。これにより両者で松島温泉組合を結成した。2009年（平成21年）にはマルエイグループも温泉掘削に成功。現在は既に各々が経営するホテルへの給湯が始まり、無料の足湯も設置されている。

### 年表
2007年（平成19年）
- 8月21日 - 松島町の海岸沿いで仙台急行（仙台市）が温泉掘削を開始。
- 12月 - 地下1500mで温泉を掘り当てた（源泉名は「松島温泉1号泉」）。泉質はアルカリ性単純温泉、泉温52.5℃、湧出量300リットル/分。

2008年（平成20年）
- 7月29日 - 一の坊 （仙台市）が、松島町で経営する「松島一の坊」の敷地内で温泉掘削に成功したと発表。泉質はナトリウム-塩化物泉、泉温53.3℃、日量145t、源泉名は「太古天泉の湯」。
- 7月31日 - 松島温泉組合を設立。
- 8月5日 - 「松島温泉1号泉」からの宿泊施設等への温泉供給が開始され、「松島温泉」の一般客利用が始まった。
- 10月1日〜12月31日 - 仙台・宮城デスティネーションキャンペーン
- 11月28日 - 「太古天泉の湯」からの温泉供給が開始。

2009年（平成21年）
- 1月7日 - マルエイグループ（千葉県市原市）が、松島町で経営する「ホテル壮観」の敷地内で温泉掘削を開始[6][7]。
- 3月17日 - ホテル壮観が地下1500mで温泉掘削成功[8]。泉温54.8℃、湯量180リットル/分、泉質はナトリウム-塩化物・硫酸塩泉[9]、源泉名は「松島壮観の湯」[10]。
- 7月28日 - 「松島壮観の湯」の開湯式が行われ[9]、8月よりこの源泉からの給湯が開始された[8]。

2010年（平成22年）
- 4月1日 - 新たに1つの宿泊施設で温泉の給湯が始まり、松島温泉組合加盟施設が6館となった[11][12]。

2011年（平成23年）
- 3月11日 - 東北地方太平洋沖地震（東日本大震災）で一部の旅館が被災したが、災害派遣医療チーム、災害ボランティア、復旧工事関係者などの基地として、あるいは、被災者の避難先として使用された。その後、一般客の受け入れも再開された。
- 7月4日 - 松島温泉組合加盟施設が7館となった[1][※ 2]

## その他
- 松島海岸駅の山側には、泉温14.5℃の単純冷鉱泉を備えた自炊・湯治宿の「湯の原温泉」があるが、冷泉も温泉法に規定される成分を含めば温泉と名乗れるため、松島温泉1号泉よりも前に松島には温泉があったことになる。ただし、松島温泉組合に加盟していないらしく、同組合の公式サイトには記載されていない。湯の原温泉は、慈覚大師（円仁）が天長年間（824年〜833年）に当地を訪れ、独鈷で岩を打って湧出させた薬湯とされる。その後、松島天台宗が滅亡した頃（瑞巌寺参照）に、冷泉に変わってしまったと言い伝えられている。
- 1959年（昭和34年）、東武鉄道が松島町内に「松島温泉ヘルスセンター」（松島ヘルスセンターとも呼ばれていた）を開業したが、これが温泉法の規定を満たす温泉であったのかは不明。同センターは1983年（昭和58年）に「ホテル壮観」に業態転換し、現在は松島温泉の旅館の1つになっている。なお、同センターは1964年（昭和39年）に敷地内に設置した松島タワーで有名であったが、同タワーは2002年（平成14年）に解体され、現存していない。
- 2008年（平成20年）の開湯当初、松島温泉は「松島の月」に因んで月見風呂をイメージ写真に用いていた[※ 3]。
- 松島町東隣の東松島市には奥松島温泉がある。
- 既に他県に松島温泉という名称の温泉地があったが、商標登録されていなかったことや、他県のそれらが日本三景・松島との混同を回避するために「○○松島温泉」と、松島の前に地名を付して観光PRしていてくれたお陰で、当温泉は2008年（平成20年）に開湯した新しい温泉でありながら、観光PRで「奥州」などと付加せず単純に「松島温泉」という名称を使用出来ている。

## アクセス
- 鉄道：JR東北本線・松島駅、または、JR仙石線・松島海岸駅で下車し、各旅館・ホテルの送迎バスに乗車。
- 車：三陸自動車道・松島北IC、または、松島海岸ICが最寄り。